# Mata-mata do Campeonato Europeu de Futebol Sub-21 de 2009
As selecções vencedoras de cada grupo e as quatro melhores segundo classificadas apuraram-se para os play-offs.
O sorteio dos jogos realizou-se a 12 de Setembro de 2008. Os jogos da primeira mão foram 11 e 12 de Outubro, e os da segunda mão para 14 e 15 de Outubro de 2008.
| Equipe 1      | Total            | Equipe 2     | 1.º jogo | 2.º jogo   |
| ------------- | ---------------- | ------------ | -------- | ---------- |
| Alemanha      | 2 - 1            | França       | 1-1      | 1-0        |
| Dinamarca     | 0 - 2            | Sérvia       | 0-1      | 0-1        |
| Turquia       | 1 - 2            | Bielorrússia | 1-0      | 0-2        |
| Áustria       | 3 - 3 4-2 (g.p.) | Finlândia    | 2-1      | 1-2        |
| País de Gales | 4 - 5            | Inglaterra   | 2-3      | 2-2        |
| Itália        | 3-1              | Israel       | 0-0      | 3-1        |
| Suíça         | 3 - 4            | Espanha      | 2-1      | 1-3 (a.p.) |

## Jogos

### Primeira-mão
| 10 de Outubro de 2008 18:00 UTC+2 | Áustria                | 2 - 1     | Finlândia          | Waldstadion, Pasching       |
|                                   | Saurer 13' · Klein 13' | Relatório | Hetemaj 63' (g.p.) | Árbitro: Aleksandar Stavrev |

| 10 de Outubro de 2008 19:30 UTC+3 | Turquia     | 1 - 0     | Bielorrússia | Mardan Sport Complex, Antália |
|                                   | Yıldırım 9' | Relatório |              | Árbitro: Peter Sippel         |

| 10 de Outubro de 2008 19:00 UTC+2 | Alemanha    | 1 - 1 | França     | Stadion Magdeburg, Magdeburgo |
|                                   | Dejagah 15' |       | Kaboul 23' | Árbitro: Svein Oddvar Moen    |

| 10 de Outubro de 2008 19:45 UTC+1 | País de Gales  | 2 - 3     | Inglaterra                                 | Ninian Park, Cardiff          |
|                                   | Church 13' 44' | Relatório | Wheater 19' · Johnson 35' · Agbonlahor 61' | Árbitro: Pavel Cristian Balaj |

| 11 de Outubro de 2008 16:00 UTC+2 | Itália | 0 - 0     | Israel | Stadio del Conero, Ancona |
|                                   |        | Relatório |        | Árbitro: Duarte Gomes     |

| 11 de Outubro de 2008 16:35 UTC+2 | Dinamarca | 0 - 1     | Sérvia         | Aalborg Stadion, Ålborg |
|                                   |           | Relatório | Djordjević 83' | Árbitro: Zsolt Szabo    |

| 11 de Outubro de 2008 20:00 UTC+2 | Suíça                      | 2 - 1     | Espanha      | Stadion Brügglifeld, Aarau |
|                                   | Vonlanthen 27' · Nikci 51' | Relatório | Busquets 18' | Árbitro: Serge Gumienny    |

### Segunda-mão
| 14 de Outubro de 2008 19:00 UTC+3 | Finlândia      | 2 - 1     | Áustria       | Veritas Stadion, Turku |
|                                   | Vasara 81' 90' | Relatório | Stankovic 26' | Árbitro: Alan Kelly    |

|                        |       | Penalidades                    |  |
| Sparv Aho Kokko Hakola | 4 – 2 | Stankovic Beichler Kavlak Madl |  |

| 14 de Outubro de 2008 19:00 UTC+3 | Bielorrússia | 0 - 2     | Turquia                  | Gradski, Borisov            |
|                                   |              | Relatório | Sivakov 39' · Shitov 53' | Árbitro: Stefan Johannesson |

| 14 de Outubro de 2008 19:45 UTC+1 | Inglaterra                         | 2 - 2     | País de Gales           | Estádio Villa Park, Birmingham |
|                                   | Huddlestone 13' · Vokes 35' (p.b.) | Relatório | Ramsey 24' · Church 28' | Árbitro: Kevin Blom            |

| 14 de Outubro de 2008 21:30 UTC+2 | Espanha                                       | 3 - 1     | Suíça     |                       |
|                                   | Tejada 51' · Sisinio 90+5' · Raúl García 112' | Relatório | Gashi 25' | Árbitro: Cüneyt Cakir |

| 15 de Outubro de 2008 18:00 UTC+2 | Sérvia         | 1 - 0     | Dinamarca | Estádio Partizan, Belgrado     |
|                                   | Milinković 74' | Relatório |           | Árbitro: Cesar Muniz Fernandez |

| 15 de Outubro de 2008 19:00 UTC+2 | França | 0 - 1     | Alemanha | Stade Municipal Saint-Symphorien, Metz |
|                                   |        | Relatório | Höwedes  | Árbitro: Paolo Tagliavento             |

| 15 de Outubro de 2008 20:00 UTC+2 | Israel | 1 - 3     | Itália                       | Bloomfield estadio, Tel Aviv |
|                                   | Tamuz  | Relatório | Balotelli 4' 25' · Abate 75' | Árbitro: Tony Chapron        |